# Scalextric

Scalextric-Logo

Scalextric ist ein britischer Autorennbahn-Hersteller. Die Marke gehört zur Hornby-Unternehmensgruppe. Scalextric baut seit den 1950ern Autorennbahnen und gilt als weltweit erster Hersteller. Der Vertrieb in Deutschland erfolgt über die Simba-Dickie-Group.

## SCX
Scalextric ist nicht zu verwechseln mit dem spanischen Hersteller SCX, der eine ehemalige Tochterfirma von Scalextric war, nun aber zur Technitoys Juguetes S. A. gehört. Daher wird SCX in Spanien unter der Marke Scalextric verkauft; Scalextric hingegen wird dort unter dem Namen Superslot angeboten.

## Schienensysteme

Links die alte „Classic“-Schiene, rechts das aktuelle „Scalextric Sport“-System

Als Systemhersteller bietet Scalextric neben seinen größten Mitbewerbern Carrera und Ninco ebenfalls eigene Schienensysteme an.
Scalextric bot anfangs ein Schienensystem an, bei dem die Schienen mittels Metallklammern aus Federstahl verbunden wurden. Später kam dann das Scalextric Classic System. Schon damals gab es ein Adapterstück zum Verbinden. Das „Scalextric Classic“-System (von 1959 bis 1963 aus Gummi, bekannt als „Plexi-Track“, seit 1963 aus Polyethylen) wurde vor einigen Jahren vom „Scalextric Sport“-System abgelöst. Die Abmessungen sind vergleichbar. Wie schon beim Wechsel zu Classic, sind das alte und das neue System mit einem Adapterstück miteinander kombinierbar. Das Schienensystem von SCX ist kompatibel mit dem Scalextric System.
Der Slotabstand beträgt 78 mm. Vier unterschiedliche Radien ermöglichen einen achtspurigen Ausbau, für die auch geeignete Randstreifen erhältlich sind.
Scalextric bietet zudem eigens für den Maßstab 1:32 Figuren und Pit Stop Stände zur Ausschmückung der Bahn an.

## Race Management
Scalextric bietet für seine Rennbahn das sogenannte Race Management System an, das an den PC angeschlossen wird und außer Zeitnahme auch Funktionen wie Pit Lane, Qualifying, Championship usw. enthält. Es ist für sechsspurigen Rennbetrieb ausgelegt.

## Challenger
Für Slotcar-Fahrer die überwiegend allein und somit ohne Gegner spielen hat Scalextric das sogenannte Challenger System auf den Markt gebracht. Dabei handelt es sich um ein äußerlich normales Slotcar, das aber jede individuell aufgebaute Streckenführung durch zweimaliges langsames Durchfahren lernen kann. Anschließend hält es vor der mitgelieferten Startampel und fährt nach Start die Strecke mit selbstständiger, höchstmöglicher Geschwindigkeit ab. In Kurven langsamer, auf Geraden entsprechend schneller.